# Silvin
Silvin je moško osebno ime in naravni mineral.

## Izvor imena
Ime Silvin je različica moškega osebnega imena Silvester.

## Pogostost imena
Po podatkih Statističnega urada Republike Slovenije je bilo na dan 31. decembra 2007 v Sloveniji število moških oseb z imenom Silvan: 29.

## Osebni praznik
V koledarju je ime  Silvin zapisano 17. februarja (Silvin, škof, † 17. feb. v 8 stol.)